# Rémina
Rémina (地獄星レミナ, Jigokuboshi Remina), sous-titré La planète de l'enfer en français, est un seinen mangas de Junji Itō, prépubliés dans le magazine Big Comic Spirits puis publié par Shōgakukan en un volume relié sorti en août 2005. La version française a été éditée par Tonkam dans la collection « Frissons » en un tome sorti en janvier 2008.

## Synopsis
Remina Oguro, la fille d'un scientifique ayant découvert une mystérieuse planète errante en route vers le système solaire, devient un objet de renommée et d'adoration après que son père ait choisi de donner son nom à l'astre en question. Cependant, alors qu'il devient clair que Remina est sur une trajectoire de collision avec la Terre et semble détruire tout ce qui se trouve sur son passage, cette adoration se transforme en peur, puis en folie meurtrière.

## Sommaire
Rémina, la planète de l'enfer (地獄星レミナ, Jigokuboshi Remina)
Des milliards de solitude (億万ぼっち, Oku man botchi)

## Publication
| no | Japonais       | Japonais          | Français       | Français          |
| no | Date de sortie | ISBN              | Date de sortie | ISBN              |
| --- | -------------- | ----------------- | -------------- | ----------------- |
| 1 | 30 août 2005   | 978-4-09-186083-5 | 9 janvier 2008 | 978-2-7595-0088-8 |
| Liste des chapitres : - Rémina, la planète de l'enfer (地獄星レミナ, Jigokuboshi Remina) - 1er chapitre : Planète en folie (おぞましき星, Ozomashiki hoshi) - 2e chapitre : Chasse à la jeune fille (美少年狩り, Bishōnen kari) - 3e chapitre : Le porte-malheur (疫病神, Yakubyōgami) - 4e chapitre : L'ombre de la langue (舌の影, Shita no kage) - 5e chapitre : La planète lécheuse (舐める星, Nameru hoshi) - Dernier chapitre : Le vide infini (果てしない真空, Hateshinai shinkū) - Des milliards de solitude (億万ぼっち, Oku man botchi) |                |                   |                |                   |

### Édition japonaise
Shōgakukan
1. 1 2  (ja) « Tome 1 ».

### Édition française
Tonkam
1. 1 2  (fr) « Tome 1 »(Archive.org • Wikiwix • Archive.is • Google • Que faire ?).